# توماس ألتاميرانو دوكي
توماس ألتاميرانو دوكي (10 يناير 1934 - 3 مارس 2021) سياسي من بنما شغل منصب النائب الأول لرئيس بنما من 1 سبتمبر 1994 إلى 1 سبتمبر 1999، في عهد الرئيس إرنستو بيريز بالاداريس.
في الستينيات سُجن ألتاميرانو بتهم الاحتيال المتعلقة بمنصبه الحكومي. عفا عنه الحاكم العسكري عمر توريخوس بعد أن أمضى خمسة أشهر في السجن. أصبح فيما بعد صديقًا للحاكم العسكري مانويل نورييغا. في يونيو 1989 تم ترشيح ألتاميرانو من قبل نورييغا ليصبح مدير قناة بنما. في ديسمبر قبل أسبوعين فقط من الغزو الأمريكي الذي كان من شأنه عزل نورييغا من منصبه، أعلن الرئيس الأمريكي تعيين فرناندو مانفريدو.
في عام 1994 أصبح ألتاميرانو نائب رئيس بنما تحت قيادة بيريز بالاداريس. كان واحدًا من أكثر من 200 شخص عفاهم الرئيس الجديد عن أفعال خلال حكم نورييغا، وهو إجراء دعا إليه بيريز بالاداريس خطوة نحو المصالحة الوطنية.
كان ألتاميرانو ناشرًا لـ نجمة بنما سيتي، والتي كانت أقدم صحيفة باللغة الإنجليزية في أمريكا اللاتينية حتى إغلاقها عام 1987. واتهمه محرر الصحيفة ابن عم ألتاميرانو، خوسيه غابرييل دوكي بإغلاق الصحيفة لأنها استمرت في تغطية مجموعات المعارضة بعد إغلاق وسائل الإعلام المستقلة في وقت سابق من العام. كما كان مديرًا وناشرًا لصحيفة لا إستريلا دي بنما اليومية الناطقة بالإسبانية، والتي كانت في عام 1989 الأكبر في بنما.
أصبح ابن ألتاميرانو توماس ألتاميرانو مانتوفاني سياسيًا أيضًا، خدم في الجمعية الوطنية في بنما. توفي في حادث سيارة في 1 مارس 2009 عن عمر يناهز 49 عامًا.